# Gouy-en-Ternois
Gouy-en-Ternois ist eine französische Gemeinde mit 128 Einwohnern (Stand 1. Januar 2022) im Département Pas-de-Calais in der Region Hauts-de-France. Sie gehört zum Arrondissement Arras, zum Kanton Saint-Pol-sur-Ternoise und zum Kommunalverband Ternois.

## Lage
Die Gemeinde Gouy-en-Ternois liegt im Südosten des Artois, 24 Kilometer westlich von Arras. Nachbargemeinden von Gouy-en-Ternois sind Averdoingt im Nordosten, Maizières im Osten, Magnicourt-sur-Canche im Süden, Monts-en-Ternois im Westen sowie Ternas im Nordwesten.

## Bevölkerungsentwicklung
| Jahr                       | 1962 | 1968 | 1975 | 1982 | 1990 | 1999 | 2006 | 2015 | 2022 |
| -------------------------- | ---- | ---- | ---- | ---- | ---- | ---- | ---- | ---- | ---- |
| Einwohner                  | 182  | 166  | 158  | 150  | 170  | 150  | 163  | 141  | 128  |
| Quellen: Cassini und INSEE |      |      |      |      |      |      |      |      |      |

## Sehenswürdigkeiten

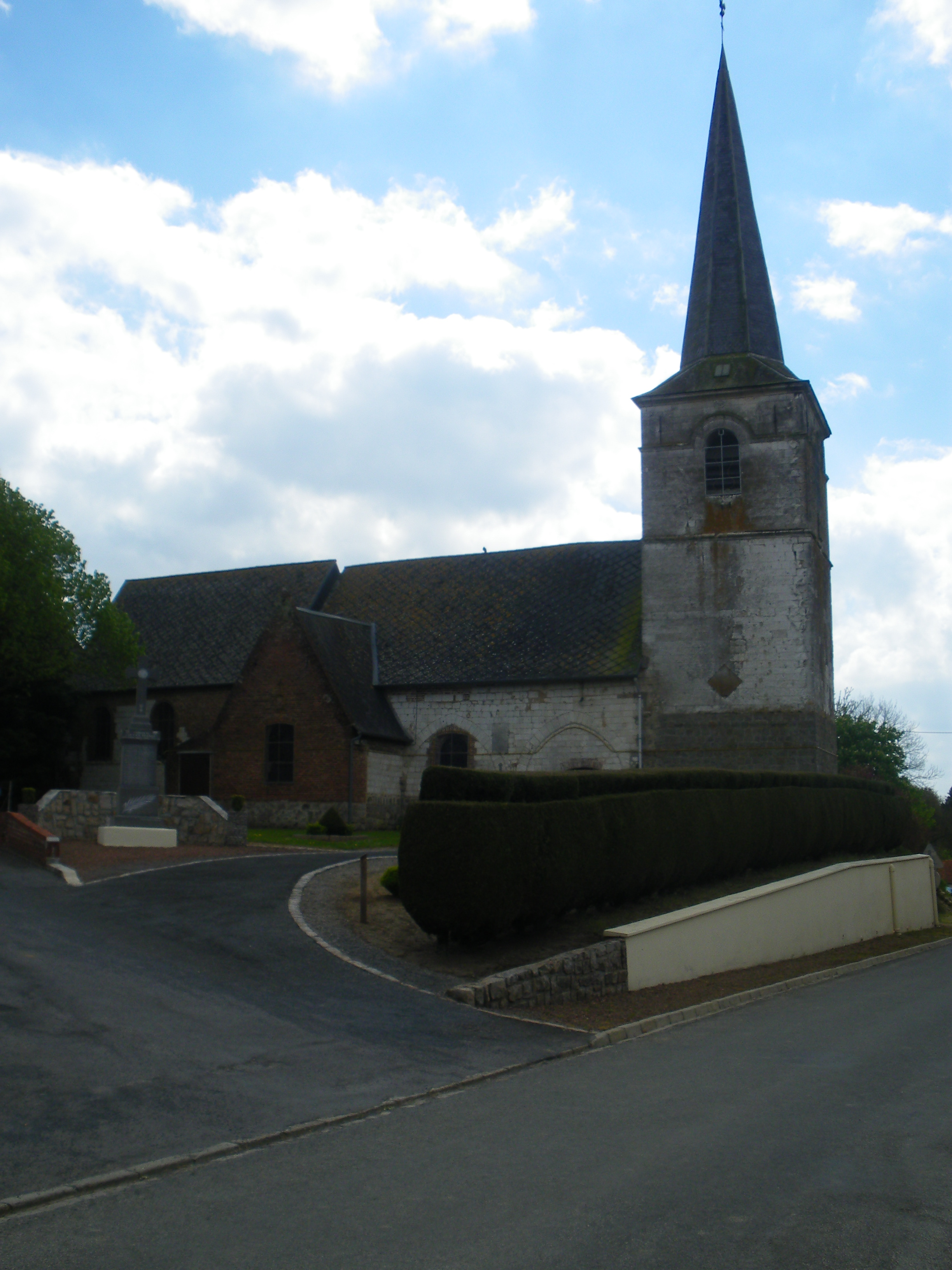
Kirche Saint-Vaast
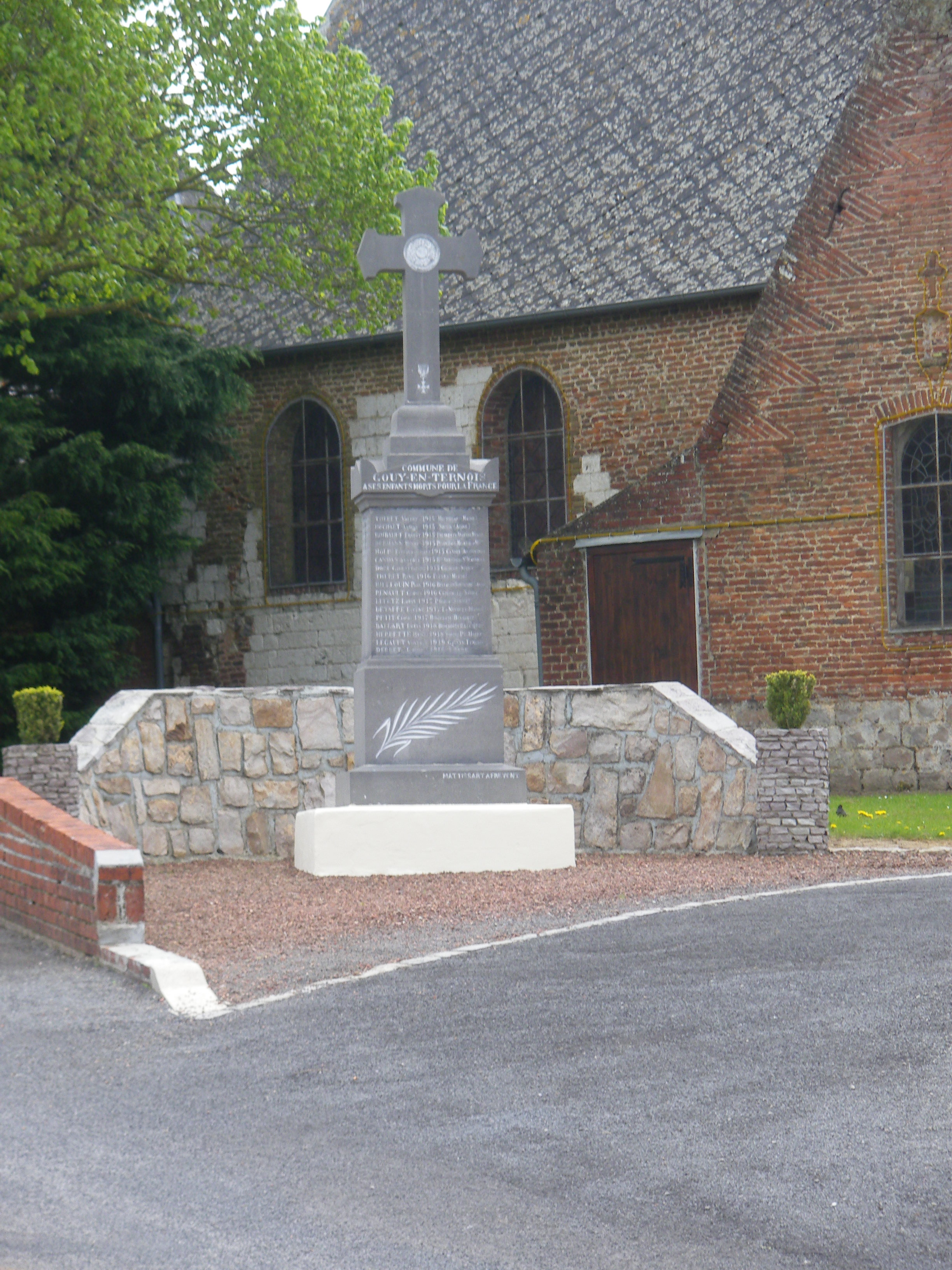
Wasserturm

- Kirche Saint-Vaast
- Gefallenendenkmal